# ادونب (المهرة)

تعديل مصدري - تعديل

ادونب هي إحدى قرى عزلة جاذب بمديرية حوف التابعة لمحافظة المهرة، بلغ تعداد سكانها 25 نسمة حسب تعداد اليمن لعام 2004.